# Mesacanthomysis pygmaea
Mesacanthomysis pygmaea är en kräftdjursart som beskrevs av Nouvel 1967. Mesacanthomysis pygmaea ingår i släktet Mesacanthomysis och familjen Mysidae. Inga underarter finns listade i Catalogue of Life.